# Microsoft Start
Microsoft Start — сайт, агрегатор новостей и мобильное приложение, в котором представлены заголовки новостей и статьи, выбранные редакторами MSN. Приложение включает в себя разделы для главных новостей, региональных событий, международных событий, политики, денег, технологий, развлечений, мнений, спорта и преступности, а также другие разные истории. Приложение доступно только для устройств Android и iOS.
Microsoft Start является преемником Microsoft News и Microsoft Network, которые были также доступны для Windows. Однако с выпуском Windows 11 Microsoft напрямую интегрировала новости вместе с мини приложениями в панель задач Windows.

## Предшественник
Microsoft News (ранее MSN News и Bing News) — предшественник Microsoft Start. Он был включен в Windows Phone, Windows 8, Windows 8.1 и Windows 10. Он скрыт, но по-прежнему доступен в магазине Microsoft. Microsoft News позволяет пользователям устанавливать свои собственные любимые заголовки и источники, получать уведомления о последних новостях, фильтровать источники новостей и изменять размер шрифта, чтобы статьи было легче читать. Первоначально новости включали RSS-канал, но эта возможность была удалена; В настоящее время Microsoft разрешает пользователям подписываться только на определенные источники новостей. В новостях используется функция живых плиток, представленная в юбилейном обновлении Windows 10 . Если пользователь щелкнет плитку «Новости» меню пуск при отображении определенной истории, он увидит ссылку на эту историю в верхней части приложения при его запуске.